# Truppenübungsplatz Baumholder
Der Truppenübungsplatz Baumholder ist ein militärisches Übungsgelände in Rheinland-Pfalz. Der Übungsplatz wird von der Bundeswehr verwaltet und ist dem Unterstützungskommando der Bundeswehr unterstellt. Der Truppenübungsplatz gehört zum „Bereich Truppenübungsplatzkommandantur SÜD“ und mit einer Fläche von 116 Quadratkilometern zu den größeren Übungsplätzen der Bundeswehr. Auf mehr als 35 Schießbahnen und Feuerstellungen für Infanterie, Panzertruppe und Artillerie üben Soldaten der Bundeswehr, der USA und anderer NATO-Staaten. Auf ihm ist der Einsatz von Bordkanonen, Bordmaschinenkanonen, Panzerabwehrhandwaffen, Panzerabwehrlenkflugkörpern, Handwaffen, Artillerie, Mörser, Unmanned Aerial Vehicles sowie Luft-Boden-Schießen vorgesehen.

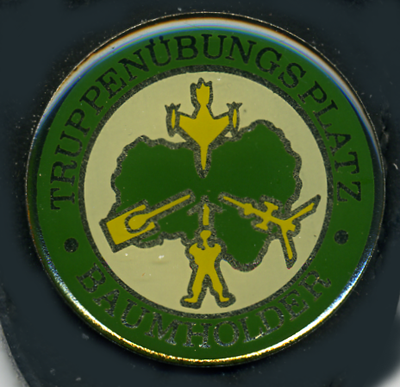
Verbandsabzeichen Truppenübungsplatzkommandantur Baumholder

## Lage

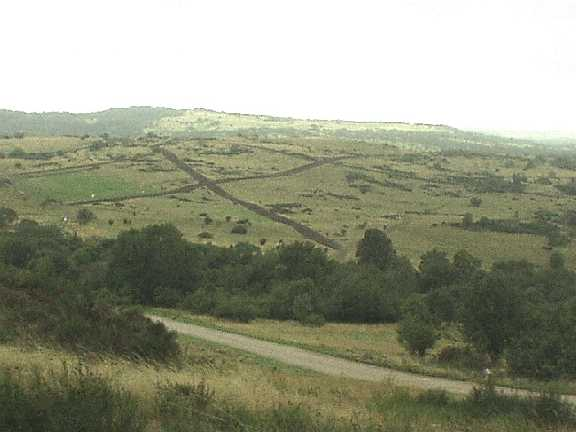
Truppenübungsplatz Baumholder

Der Truppenübungsplatz (TrÜbPl) liegt südlich des Hunsrücks zwischen den Flüssen Nahe, die nordwestlich daran vorbeiführt, und Glan am Rande des Nordpfälzer Berglands und der Westpfalz. Namensgeberin ist die im Westen des Geländes liegende Westrichstadt Baumholder. Die nächste größere Stadt ist Idar-Oberstein im Nordwesten. Dort liegt auch die Artillerieschule der Bundeswehr, deren Einheiten den TrÜbPl für ihre Ausbildung nutzen. Das Übungsgelände misst von Norden nach Süden bis zu zwölf Kilometer und von Westen nach Osten bis zu 15 Kilometer und gehört zu den Landkreisen Birkenfeld und Kusel.

## Geschichte

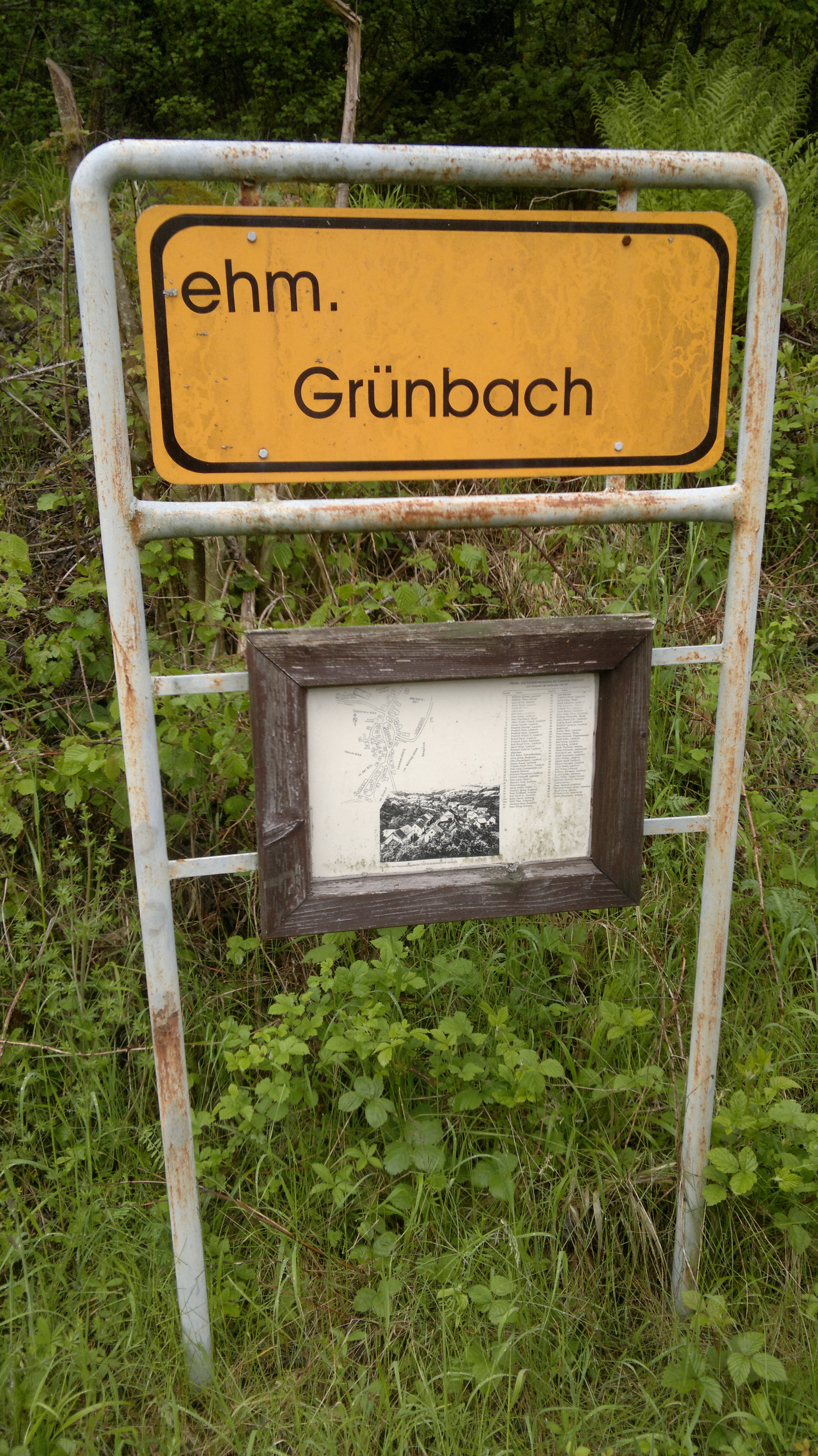
Erinnerungstafel für den Ort Grünbach an der Stelle, wo der Ort existierte

Der Truppenübungsplatz wurde für das XII. Armeekorps des Heeres der Wehrmacht angelegt, dessen Generalkommando seinen Sitz in Wiesbaden hatte. Mit der Anlage wurde 1937 begonnen.
Der Gutsbezirk Baumholder wurde 1938 eingerichtet.
Für den 11.600 Hektar großen Platz wurden Gemeinden und Weiler mit 3970 Einwohnern geräumt und zu Wüstungen. Es waren Aulenbach, Ausweiler, Breungenborn, Ehlenbach, Erzweiler, Frohnhausen, Grünbach, Ilgesheim, Kefersheim, Mambächel, Oberjeckenbach, Ronnenberg, Wickenhof, Wieselbach und 1974 Zaubach sowie weitere Einzelgehöfte. Die ehemaligen Bewohner veranstalten jährliche Treffen.
Am 1. Januar 1994 wurde der Gutsbezirk Baumholder aufgelöst.
Der größte Teil ging an die Stadt Baumholder, aber auch andere umliegende Gemeinden erhielten einige Flurstücke.

### Nutzung
Das Infanterie-Regiment 105 und 70 hielten im April 1937 eine erste Übung auf dem Gelände ab.
Im Verlauf des Zweiten Weltkriegs wurden kriegsgefangene Angehörige der Roten Armee, die vom Stammlager 326 VI K in Westfalen nach Baumholder gebracht worden waren, in Arbeitskommandos auf dem Truppenübungsplatz eingesetzt. Im Spätsommer 1941 waren es etwa 450.

### Bombenangriffe
Im Herbst 1944 wurden die Gebäude des Truppenübungsplatzes bombardiert. Dabei wurden Kasernen- und Wirtschaftsgebäude sowie das Theater beschädigt.
1945 nahm die United States Army den Truppenübungsplatz ein. Sie übergab ihn im August 1945 an das Französische Heer, das ihn bis 1960 führte. Die 2. US-Panzerdivision nutzte den Platz ab 1951/52. Deutsche Soldaten übten ab 1956 nach der Gründung der Bundeswehr wieder auf dem Truppenübungsplatz. Sie übernahm ihn 1960 in ihre Zuständigkeit. Bis zum 31. Dezember 1993 gehörte der Truppenübungsplatz zum bis dahin bestehenden Gutsbezirk Baumholder, der danach aufgelöst wurde.
Seit 2002 verlagerte die US Army ihre Übungen zunehmend auf die Truppenübungsplätze Grafenwöhr und Hohenfels in der Oberpfalz, die ihrer eigenen Kontrolle unterstehen. Teile der im Ort stationierten US-Truppen wurden regelmäßig im Irakkrieg eingesetzt und kehrten großteils auch wieder nach Baumholder zurück.
2003 wurde ein neues Nutzungskonzept entwickelt und die Zahl der Schießanlagen seither reduziert. Die Anlage verfügt über 26 Schießbahnen, sechs Sprengplätze, Handgranatenwurfstände, eine ABC-Übungsbahn, einen Pionierübungsplatz und weitere militärische Einrichtungen. 5400 Hektar sind Freifläche und 6200 Hektar Forstbetriebsfläche. Mit dem der U.S. Army gehörenden Baumholder Army Airfield verfügt der Truppenübungsplatz über einen eigenen Flugplatz.
Auf Grund der Luftraumstruktur ist der TrÜbPl Baumholder derzeit in Deutschland der einzige, der taktische Luft-Boden-Einsätze der Luftwaffe mit Übungs- und Gefechtsmunition aus mittleren und
großen Höhen erlaubt.
Militärverladungen der auf dem TrÜbPl übenden Einheiten finden regelmäßig im Bahnhof Baumholder statt.

## Aufstellungsstandort
Im Verlauf des Zweiten Weltkrieges wurden auf dem Truppenübungsplatz verschiedene Großverbände aufgestellt. Beispielhaft:
- 559. Grenadier-Division
- Strafdivision 999 (Anmerkung: Ab dem 17. Dezember 1943 wurden Bataillone für diese Division nur noch auf dem Truppenübungsplatz Baumholder aufgestellt.)

## Flora und Fauna
Auf dem Truppenübungsplatz leben 104 Vogelarten, darunter Schwarzstörche, Heidelerchen und Raubwürger. Mehr als 80 Tagfalter wurden nachgewiesen, darunter der Rundaugen-Mohrenfalter, der Lilagold-Feuerfalter und der Quendel-Ameisenbläuling. Auch Populationen von Luchsen und Wildkatzen finden sich.
Auf dem Gelände wachsen Schmetterlingsblütler wie die Gras-Platterbse und Moose wie Bryum alpinum. Von 721 Farn- und Blütenpflanzen stehen 27 auf der deutschen Roten Liste gefährdeter Arten. 

## Naturschutz

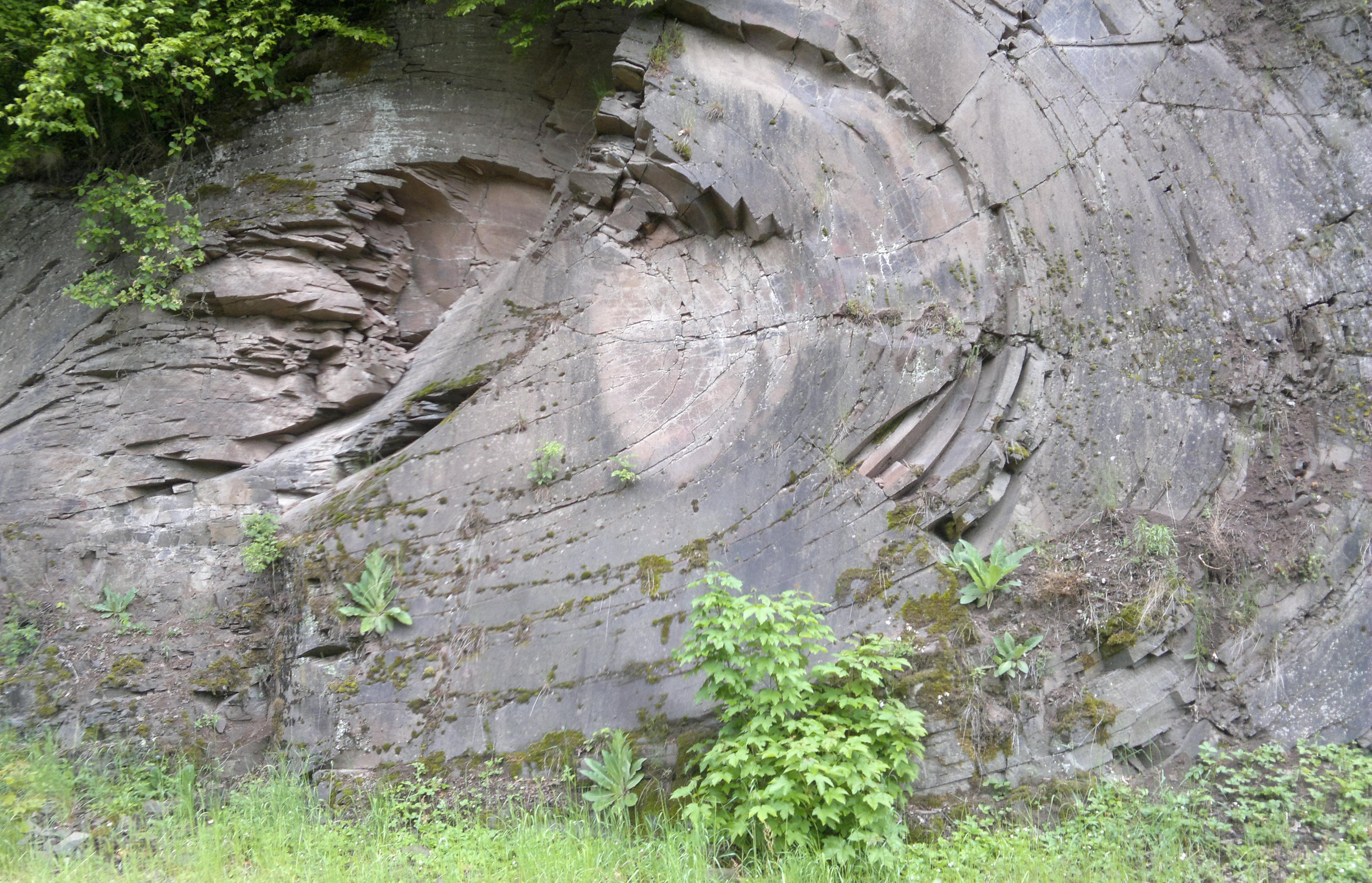
Erkalteter Lavastrom auf dem Gelände des Truppenübungsplatzes

Der Truppenübungsplatz liegt weitgehend innerhalb zweier, noch andere Flächen umfassenden Schutzgebiete: im FFH-Gebiet Baumholder und Preußische Berge (Kennung DE-6310-301) und im EU-Vogelschutzgebiet Baumholder (DE-6310-401). Dadurch gehört der Bereich zum europäischen Schutzgebietsnetz Natura 2000.
Nördlich der durch den Truppenübungsplatz verlaufenden L 169 befand sich ein Steinbruch. Bei Sprengungen entdeckte man einen erkalteten Lavastrom, welcher in dieser gut erhaltenen Form in Deutschland selten zu bestaunen ist. Weiterhin gibt es auf dem gesamten Gelände zahlreiche Achatfunde.
Da sich diese Naturdenkmäler innerhalb des Truppenübungsgeländes befinden, dürfen sie ohne Erlaubnis nicht besichtigt werden.
Auf der Suche nach einem Gebiet für einen Nationalpark in Rheinland-Pfalz wurde das Gelände des Truppenübungsplatzes aufgrund seiner Biodiversität in Betracht gezogen, jedoch die Idee dann später wieder verworfen.